# Весёлый (Глазуновский район)
Весёлый — посёлок в Глазуновском районе Орловской области России. 
Входит в Тагинское сельское поселение в рамках организации местного самоуправления и в Тагинский сельсовет в рамках административно-территориального устройства.

## География
Расположен в 18 км к юго-западу от райцентра, посёлка городского типа Глазуновка, и в 60 км к югу от центра города Орёл.

## Население
| 2002 | 2010 |
| ---- | ---- |
| 31   | ↗189 |

Согласно результатам переписи 2002 года, в национальной структуре населения русские составляли 100 % от жителей.